# Perdita mitchelli
Perdita mitchelli är en biart som beskrevs av Timberlake 1947. Perdita mitchelli ingår i släktet Perdita och familjen grävbin. Inga underarter finns listade i Catalogue of Life.